# Dasypogon castigans
Dasypogon castigans är en tvåvingeart som beskrevs av Walker 1851. Dasypogon castigans ingår i släktet Dasypogon och familjen rovflugor. Inga underarter finns listade i Catalogue of Life.